# Glaciar Cipreses
El glaciar Cipreses es un glaciar de montaña en Chile, ubicado en la cordillera de los Andes de la región de O'Higgins. Está conectado con varios otros glaciares cordilleranos, conformando en conjunto la más extensa zona de hielos en Chile Central, la más grande del país luego de los campos de hielo en la Patagonia.

## Descripción
El glaciar se encuentra en la cordillera de la región de O'Higgins, al suroriente de la ciudad de Rancagua. Está protegido dentro de la reserva nacional Río de Los Cipreses, y es el glaciar más grande de la cuenca del Cachapoal. El glaciar Cipreses se abre camino hacia el oeste en el valle del río Cipreses a través de la Sierra del Brujo y drena la zona glaciar situada en el flanco occidental de dicho cordón montañoso. Se emplaza a altitudes entre los 2700 y los 4425 m s. n. m.
El Cipreses es un valle glaciar que forma parte de un complejo glaciar más extenso, a veces denominado como campos de hielo de O'Higgins, que incluye el glaciar Universidad que fluye hacia el sur (alimentando la cuenca del Tinguiririca), el glaciar Palomo que fluye hacia el noreste, el glaciar Cortaderal que fluye hacia el este y otros pequeños glaciares que fluyen hacia el oeste. Otra característica de la cuenca es la presencia de pequeños lagos asociados principalmente con glaciares terminales (lagos proglaciares) y glaciares cubiertos de detritos (lagos supraglaciales).
El glaciar Cipreses tenía un espesor máximo de 257 m en 2018, y abarcaba una superficie de aproximadamente 38 km cuadrados en 2015.

## Estudios
Es uno de los glaciares más estudiados de Chile central, visitado por científicos desde el siglo XIX, como Claudio Gay en 1831 e Ignacio Domeyko en 1842, gracias a lo cual proporciona el registro más antiguo de variaciones glaciares en la región. En el valle del glaciar Cipreses se han identificado vestigios del avance de este glaciar durante la Pequeña Edad del Hielo.
Asimismo, se ha documentado el retroceso de su frente glaciar entre 1842 y 2018, unos 4,4 km, y un cambio de elevación entre 1955 y 2000 de -0,76 ±0,47 metros por año. Los cambios en la elevación del hielo medidos en varios glaciares también confirman la tendencia a la reducción dentro de las áreas de ablación. Este retroceso se vería aumentado por el aumento de temperaturas que se ha detectado en los glaciares de la zona central de Chile.